# IC 1332
IC 1332 ist eine Spiralgalaxie vom Hubble-Typ Sb im Sternbild Aquarius auf der Ekliptik. Sie ist schätzungsweise 447 Millionen Lichtjahre von der Milchstraße entfernt und hat einen Durchmesser von etwa 115.000 Lichtjahren.
Das Objekt wurde am 16. Juli 1891 von Stéphane Javelle entdeckt.